# Periodismo empotrado

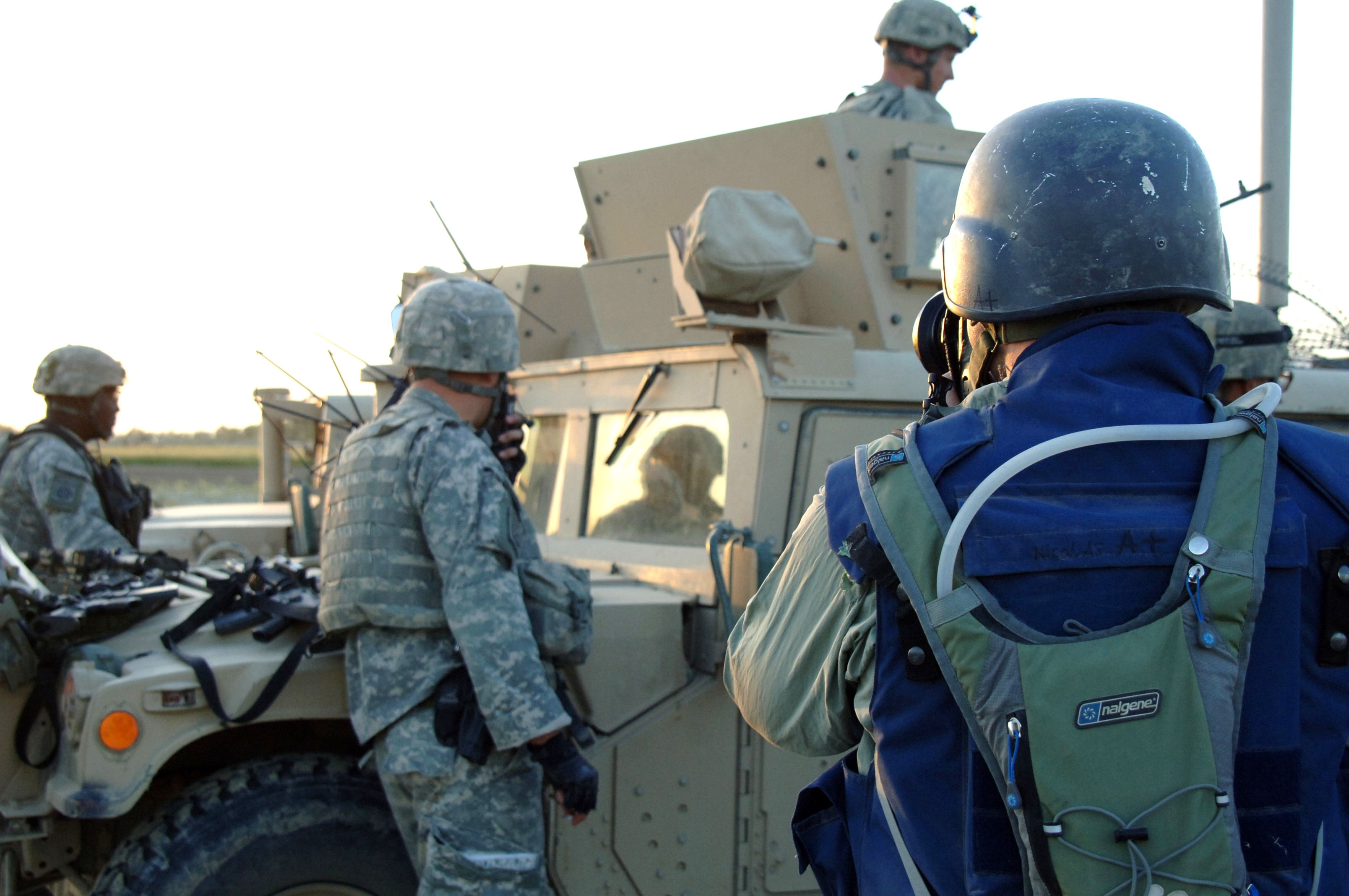
Una galería de fotografías registrada periódicamente de soldados estacionados en Pana.

El periodismo empotrado se refiere a los periodistas que están asociados a las unidades militares impuestas en los conflictos militares. Por lo tanto, el término se utiliza para definir las interacciones históricas entre periodistas y militares, y para utilizarlo en la cooperativa médica de la Invasión de Irak de 2003. La extensión de las operaciones militares de las Fuerzas de Defensa de Afganistán respondió a las presiones de comunicación entre los militares que habían comenzado en el pasado para impedir el éxito durante la Guerra del Golfo de 1991 y la invasión de las Fuerzas de Defensa Afganas de 2001.
La práctica ha sido criticada como parte de una campaña de propaganda para algunos de los periodistas que se integran con las fuerzas invasoras.

## Entradas externas
- "Flabby journalists sent to boot camp"
- Asociación de Periodistas y Editores Militares
- Integrado en SourceWatch